# Kusa Vrana
Kusa Vrana (búlgaro: Куса врана; serbocroata cirílico: Куса Врана) es un pueblo de Serbia perteneciente al municipio de Dimitrovgrad en el distrito de Pirot.
En 2011 tenía 80 habitantes. Étnicamente, está habitado a partes iguales por serbios, búlgaros y habitantes mixtos serbio-búlgaros.
Se conoce la existencia del pueblo desde 1576, cuando se menciona en un documento tributario otomano.
Se ubica unos 10 km al oeste de la capital municipal Dimitrovgrad.

## Demografía
La localidad ha tenido la siguiente evolución demográfica:
| Gráfica de evolución demográfica de Kusa Vrana entre 1948 y 2011 |
|                                                                  |